# Agonum cyanopsis
Agonum cyanopsis är en skalbaggsart som beskrevs av Bates. Agonum cyanopsis ingår i släktet Agonum och familjen jordlöpare. Inga underarter finns listade i Catalogue of Life.